# Cro-Mags
Cro-Mags är ett amerikanskt hardcore-band från New York, grundat 1981. Bandet hörde till de första att blanda hardcore-punk med heavy metal och var därför en av pionjärerna inom det som kom att bli hardcore. Av deras album ses i synnerhet de två första som inflytelserika.

## Medlemmar
Nuvarande melemmar
- Harley Flanagan – sång, basgitarr (1981–1993, 1999–2002, 2019– )
- Gabby Abularach – rytmgitarr (1991–1995, 2019–)
- Rocky George – gitarr (1999–2001, 2002–2003, 2019– )
- Gary "G-Man" Sullivan – trummor (1999, 2001–2002, 2002–2003, 2019– )

Tidigare medlemmar
- John Joseph McGowan – sång (1981, 1984–1987, 1991–1999, 2002–2019)
- A.J. Novello – gitarr (2008–2019)
- Craig Setari – basgitarr (1996–1999, 2008–2019)
- Maxwell Mackie Jayson – trummor (1984–1986, 1996–1999, 2008–2019)
- Eric J. Casanova – sång (1982–1984)
- John Berry – sång (1981)
- Dave Stein – gitarr (1981)
- Kevin "Parris" Mitchel Mayhew – gitarr (1982–1991, 1999–2001)
- Doug Holland – gitarr (1985–1989, 1991–1993, 1996–1999, 2001)
- Rob Buckley – gitarr (1989–1991, 1993–1995, 2001)
- Scott Roberts – gitarr (1996–1999)
- Franklin Rhi – basgitarr (2002–2003)
- Dave Hahn – trummor (1981)
- Petey Hines – trummor (1986–1989)
- Dave DiCenso – trummor (1989–1995)
- Ryan Krieger – trummor (1999–2001)
- Harley Mckaye – basgitarr (2009–2010)

## Diskografi
Studioalbum
- 1986 – The Age of Quarrel
- 1989 – Best Wishes
- 1992 – Alpha-Omega
- 1993 – Near Death Experience
- 2000 – Revenge

Livealbum
- 2000 – Hard Times in an Age of Quarrel

Demoalbum
- 1985 – Before the Quarrel

Samlingsalbum
- 2006 – Twenty Years of Quarrel and Greatest Hits